# StandBy Records
StandBy Records ist ein 2007 gegründetes Musiklabel aus Cleveland, Ohio.

## Geschichte
Das Label StandBy Records wurde im Jahr 2007 von dem Before-Their-Eyes-Gitarristen Nick Moore gegründet. Seit 2008 ist allerdings Neil Sheenan, ein Freund Moores, Besitzer des Labels. Die Veröffentlichungen werden von RED Distribution und Alternative Distribution Alliance vertrieben.
Zu den bekanntesten Bands, die bei StandBy Records unter Vertrag standen, gehören Black Veil Brides, Emarosa und Before Their Eyes. Inzwischen hat das Label auch eine Abteilung für Urban Music aufgemacht. Weitere bekannte Interpreten, die zurzeit bei StandBy Records unter Vertrag stehen, sind Modern Day Escape, Picture Me Broken und Farewell, My Love.
Am 27. Juli 2015 nahm die Plattenfirma Andrew De Leon, Halbfinalist des Casting-Formats America’s Got Talent im Jahr 2012, unter Vertrag.

### Rechtsstreitigkeiten
Am 10. August 2016 veröffentlichte Davey Suicide ein Video auf der Präsenz der Gruppe bei Facebook, in welcher er Details über die derzeitige Situation der Band bekannt gab. Davey Suicide wirft in dieser Videonachricht dem Besitzer der Plattenfirma, Neill Sheenan, unter anderem Vertragsbruch vor. So habe Sheenan weder den im Vertrag festgeschriebenen Selbstanteil für die Produktionskosten des zweiten Albums Worldwide Suicide ausgezahlt, noch die Kosten für die Vermarktung der Band entgegen dem Kontrakt übernommen, sodass die Musiker zeitweise Schulden in Höhe von knapp 70.000 Dollar hatten. Er wirft Sheenan des Weiteren vor, immer wieder neue Plattenverträge mit anderen Gruppen abzuschließen, damit er diesen Vorzug vor anderen Gruppen, die länger beim Label unter Vertrag stehen, geben kann.
In diesem Video geht Suicide auch auf die Hintergrundgeschichte des Streitfalls ein. So habe das Label die Band, nachdem diese das Label mit einer Klage drohte, wegen Vertragsbruches verklagt, um der Klage der Band zuvorzukommen. Die Gerichtsverhandlung war ursprünglich auf dem 2. August 2016 festgelegt, wurde aber auf Februar 2017 verschoben.

## Bands

### Aktuell
- Along Came a Spider
- Andrew De Leon
- As Blood Runs Black
- Bruised But Not Broken
- Consider Me Dead
- Davey Suicide
- Farewell, My Love
- Modern Day Escape
- The Nearly Deads
- Outline in Color
- Picture Me Broken
- The Relapse Symphony
- Set to Reflect
- Shot Down Stay Down
- Silence the Messenger

### Ehemalig
- A Breach on Heaven (aktiv, ohne Label)
- Before Their Eyes (aktiv, derzeit bei InVogue Records)
- Black Veil Brides (aktiv, derzeit bei Lava Records)
- Blessed  by a Burden (aktiv, ohne Label)
- Castle Grayskull (2010 aufgelöst)
- Cinema Sleep (aktiv, ohne Label)
- Count Your Blessings (2011 aufgelöst)
- Destruction of a Rose (aktiv, ohne Label)
- Dot Dot Curve (aktiv, ohne Label)
- Emarosa (aktiv, derzeit bei Rise Records)
- Emergency 911 (aktiv, ohne Label)
- Freshman 15 (aktiv, ohne Label)
- Forever in Terror (aktiv, derzeit bei In-Demand Records)
- Guns for Glory (2009 aufgelöst)
- Handshakes and Highfives (aktiv, ohne Label)
- Holiday Unheard Of (aktiv, ohne Label)
- Hopes Die Last (aktiv, ohne Label)
- In Alcatraz 1962 (2013 aufgelöst)
- Just Left (aktiv, ohne Label)
- Lachrymosa Acoustic (aktiv, ohne Label)
- No Bragging Rights (aktiv, derzeit bei Good Fight Entertainment)
- Oh the Blood (2009 aufgelöst)
- Return from Exile (aktiv, ohne Label)
- Senseless Beauty (aktiv, ohne Label)
- Settle the Sky (2010 aufgelöst)
- Star City Meltdown (aktiv, ohne Label)
- Through the Ashes (aktiv, ohne Label)
- Tonight Is Glory (aktiv, ohne Label)
- Underlined (aktiv, ohne Label)
- Vegas Masquerade (aktiv, ohne Label)
- Vice on Victory (aktiv, ohne Label)
- The Waking Life (2008 aufgelöst)
- Whispers of Wonder (aktiv, ohne Label)